# Лю Биньбинь
Не путать с китайским легкоатлетом Лю Биньбинем

Лю Биньби́нь (кит. упр. 刘彬彬, пиньинь Liú Bīnbīn; род. 16 июня 1993) — китайский профессиональный футболист, левый полузащитник клуба китайской Суперлиги «Шаньдун Лунэн» и молодёжной сборной Китая.

## Карьера

### Клубная
Лю Биньбинь начал выступать за молодёжную команду «Шаньдун Лунэн» в 2005 году и рассматривался в качестве потенциального игрока основы. В октябре 2010 года вместе с одноклубником Сюэ Пэйфэем был отправлен в аренду в клуб второй лиги Франции «Мец. В середине сезона 2011 года игрок вернулся в Китай, где присоединился к клубу третьего дивизиона «Молодёжная команда Шаньдуна». Дебютный гол за новый клуб забил 3 июля 2011 года, а команда отпраздновала выездную победу со счётом 4-0 над командой «Цинхай». В следующем сезоне Лю вернулся в «Шаньдун Лунэн», к игре основе его начал привлекать главный тренер Хенк тен Кате в сезоне 2012 года. Дебютировал Лю 10 марта 2012 года в матче против «Гуйчжоу Жэньхэ», а команда уступила со счётом 2-1.

### Международная
Впервые Лю вызвал главный тренер Су Маочжэнь юношеской сборной Китая до 20 лет в июне 2010 года, а игрок принял участие в Чемпионате АФК 2010 года для игроков не старше 19 лет. Он продолжил вызываться в юношескую сборную до 20 лет, которую возглавлял Ян Олде Рейкеринк. Команда в 2011 году выступала на Тулонском турнире. Лю забил гол в квалификационном матче к Чемпионату АФК до 19 лет 2012 года, а команда отобралась для участия в основном турнире.

## Статистика
| Клуб  | Клуб                        | Клуб        | Чемпионат | Чемпионат | Кубок     | Кубок     | Кубок Лиги      | Кубок Лиги      | Азия  | Азия | Всего | Всего |
| Сезон | Клуб                        | Чемпионат   | Матчи     | Голы      | Матчи     | Голы      | Матчи           | Голы            | Матчи | Голы | Матчи | Голы  |
| КНР   | КНР                         | КНР         | Лига      | Лига      | Кубок КФА | Кубок КФА | Кубок Суперлиги | Кубок Суперлиги | Азия  | Азия | Всего | Всего |
| ----- | --------------------------- | ----------- | --------- | --------- | --------- | --------- | --------------- | --------------- | ----- | ---- | ----- | ----- |
| 2011  | Молодёжная команда Шаньдуна | Вторая лига | 5         | 1         | -         | -         | -               | -               | -     | -    | 5     | 1     |
| 2012  | Шаньдун Лунэн               | Суперлига   | 11        | 0         | 0         | 0         | -               | -               | -     | -    | 11    | 0     |
| 2013  | Шаньдун Лунэн               | Суперлига   | 13        | 1         | 1         | 0         | -               | -               | -     | -    | 14    | 1     |
| 2014  | Шаньдун Лунэн               | Суперлига   | 26        | 4         | 4         | 2         | -               | -               | 4     | 1    | 34    | 7     |
| Всего | КНР                         | КНР         | 55        | 6         | 5         | 2         | 0               | 0               | 4     | 1    | 64    | 9     |

## Достижения

### Клубные
«Шаньдун Лунэн» :
- Обладатель Кубка КФА : 2014

### Индивидуальные
- Лучший молодой игрок китайской Суперлиги : 2014